# GhostBSD
GhostBSD este un sistem de operare Unix-like bazat pe FreeBSD, cu MATE ca mediu desktop implicit (GNOME a fost spațiul de lucru precedent) și o ediție de la comunitate cu spațiul de lucru Xfce. Acesta își propune sa fie ușor de instalat, gata pentru utilizare și ușor de utilizat. Golul proiectului e combinația din ca să fie securizat, să fie privat, sa fie stabil, sa fie utilizabil, să fie deschis, să fie liber și să fie gratis.
Înainte de GhostBSD 18.10, proiectul a fost bazat pe FreeBSD. În Mai 2018 a fost anunțat că versiunile viitoare al sistemului de operare vor fi bazate pe TrueOS. În 2020, cu discontinuarea lui TrueOS, GhostBSD s-a mutat înapoi la FreeBSD.

## Istoria versiunilor
FreeBSD based releases (1.0 - 11.1)
| Versiune GhostBSD | Data lansării       | versiune FreeBSD | Spații de lucru        | Schimbări |
| ----------------- | ------------------- | ---------------- | ---------------------- | --- |
| 1.0               | March 2010          | 8.0              | GNOME 2.28             | Prima ediție disponibilă public |
| 1.5               |                     | 8.1              | GNOME 2.30             | Introdus suport pentru Compiz. (Această versiune a fost distribuită cu ediția din Ianuarie 2011 al revistei germane freeX, care a tipărit un articol despre noul sistem.) |
| 2.0               | 13 Martie, 2011     | 8.2              |                        | Îmbunătățiri în GDM etc. |
| 2.5               | 24 Ianuarie, 2012   | 9.0              |                        | Alegere din spații de lucru preconfigurate GNOME sau LXDE |
| 3.0               | 10 Martie, 2013     | 9.1              |                        | Ultima ediție care furniza spațiul de lucru GNOME 2 |
| 3.1               | 28 June, 2013       |                  |                        | ediție punct în primul rând să fixeze greșeli |
| 3.5               | 7 Noiembrie, 2013   |                  | - MATE 1.6 - Xfce 4.10 | LibreOffice a schimbat Apache OpenOffice 4. |
| 4.0               | 4 Octombrie, 2014   | 10.0             |                        | Diferite funcționalități noi |
| 10.1              | 13 Septembrie, 2015 | 10.1             |                        | Programe adiționale |
| 10.3              | 31 August, 2016     | 10.3             |                        | suport ZFS, suport UEFI, ... |
| 11.1              | 16 Noiembrie, 2017  | 11.1             | MATE 1.18 Xfce 4.12    | Repozitoarele program GhostBSD, au încetat suportul i386, WhiskerMenu ca meniu implicit (Xfce)                                                                            |

Ediții bazate pe TrueOS (18.10 - 21.04.27)
Începând cu GhostBSD 18.10, proiectul și-a mutat baza de la FreeBSD la TrueOS. Următoarele sunt ediții GhostBSD bazate pe TrueOS.
| Versiune GhostBSD | Data lansării       | Spațiu de lucru    | Schimbări                                     |
| ----------------- | ------------------- | ------------------ | --------------------------------------------- |
| 18.10             | 1 Noiembrie, 2018   | MATE 1.20          | Prima ediție bazată pe TrueOS                 |
| 19.04             | 13 Aprilie, 2019    | MATE 1.22 and XFCE |                                               |
| 19.09             | 16 Septembrie, 2019 | MATE și Xfce       | S-a mutat de la TrueOS CURRENT la STABLE      |
| 19.10             | 26 Octombrie, 2019  | MATE și Xfce       |                                               |
| 20.01             | 22 Ianuarie, 2020   | MATE și Xfce       |                                               |
| 20.03             | 31 Martie, 2020     | MATE și Xfce       |                                               |
| 20.04             | 10 August, 2020     | MATE 1.24 și Xfce  |                                               |
| 21.01.20          | 23 Ianuarie, 2021   |                    |                                               |
| 21.04.27          | 29 Aprilie, 2021    |                    | GhostBSD acum e bazată pe FreeBSD 13.0-STABLE |

## Licență
GhostBSD a fost inițial licențiat sub licență BSD cu 3 clauze ("Revised BSD License", "New BSD License", or "Modified BSD License")
În 2014 Eric Turgeon a relicențiat GhostBSD sub licența cu 2 clauze  ("Simplified BSD License" sau "FreeBSD License"). GhostBSD conține unele programe GPL licențiate.

## Cerințe sistem recomandate
Următoarele sunt cerințe recomandate.
- procesor de 64 biți
- 4 GB memorie operativă
- 15 GB de spațiu liber pe disc
- acces la rețea